# Dali Benssalah
Dali Benssalah (Rennes, 8 de enero de 1992) es un actor franco-argelino.

## Biografía
Benssalah nació en Rennes en el seno de una familia de ascendencia argelina. Fue campeón de artes marciales de Muay Thai antes de graduarse en la escuela de arte dramático Cours Florent. Comenzó a trabajar en cine y televisión en 2013. En 2018, apareció en la película de Louis Garrel Un hombre fiel y se dio a conocer al público internacional por su papel del asesino Primo en la película de James Bond Sin tiempo para morir.

## Filmografía
- 2013: Petits secrets entre voisins
- 2017: Salade Tomates Oignons
- 2017: Je suis une blessure
- 2018: Red
- 2018: Nox
- 2018: Interrail
- 2018: Au revoir Tom Selleck
- 2018: A Faithful Man
- 2019: Flash
- 2019: Savages ("Les Sauvages")
- 2019: Street Flow
- 2021: Mes frères, et moi
- 2021: No Time to Die

## Music video
- 2017: The Blaze - "Territory"